# Low (album de Testament)
Cet article concerne l'album de Testament. Pour l'album de David Bowie, voir Low.
Pour les articles homonymes, voir Low.
Albums de Testament
Return To The Apocalyptic City
(1993) Live at the Fillmore
(1995)
Low est le sixième album studio du groupe de thrash metal américain Testament. L'album est sorti au cours de l'année 1994 sous les labels Atlantic Records et Megaforce Records.
Il s'agit du premier album produit sans le guitariste Alex Skolnick et le batteur Louie Clemente, remplacés respectivement par James Murphy et John Tempesta.
Le groupe a inclus pas mal de titres expérimentaux dans l'album, notamment le titre Trail of Tears, plus lent que le reste de l'album, ou le titre Death metal Dog Faced Gods.

## Composition
- Chuck Billy: Chant
- Eric Peterson: Guitare
- James Murphy: Guitare
- Greg Christian: Basse
- John Tempesta: Batterie

## Liste des morceaux
1. Low – 3:33
2. Legions (In Hiding) – 4:17
3. Hail Mary – 3:32
4. Trail of Tears – 6:06
5. Shades of War – 4:44
6. P.C. – 2:50
7. Dog Faced Gods – 4:02
8. All I Could Bleed – 3:37
9. Urotsukidoji (titre instrumental) – 3:40
10. Chasing Fear – 4:56
11. Ride – 3:16
12. Last Call – 2:41